# Operación Amanecer 4
La Operación Amanecer 4 (también llamada Operación Valfajr 4) fue una ofensiva de Irán durante la Guerra Irán-Irak lanzada contra Irak en 1983. Al final de la operación Irán había tomado una pequeña cantidad de territorio iraquí.  

## La batalla
Las unidades del Primer Cuerpo del Ejército de Irak estuvieron 2 meses en sus trincheras esperando el ataque iraní. La ofensiva se inició el 19 de octubre de 1983 cuando las tropas iraníes y la guerrilla de la Unión Patriótica del Kurdistán (UPK) tomaron 2 km de territorio. Esto incluyó un número de aldeas kurdas y tuvo una significativa cantidad de presión sobre Penjwin.                   
El presidente de Irak, general Saddam Hussein, respondió con un contraataque, usando la Guardia Republicana Iraquí y gases tóxicos. Aunque, ellos fracasaron para sacar a los iraníes, que fueron reforzados por los guerrilleros kurdos.    

## Posteriormente
El ataque fue sucesivo pero los iraníes sufrieron fuertes bajas debido a los ataques de gas iraquí. A diferencia de otras operaciones y batallas de la Guerra Irán-Irak, las condiciones ambientales y restricciones operativas tuvieron un gran significado para esta operación. También la organización médica de los Cuerpos de la Guardia Revolucionaria Islámica (CGRI) fue importante para esta batalla; ellos usaron métodos especiales para salvar a los heridos haciendo operaciones de rescate.
En respuesta a esta victoria iraní, Saddam Hussein lanzó los primeros misiles Scud sobre Irán, contra 6 ciudades.